# ماريانو إزكو

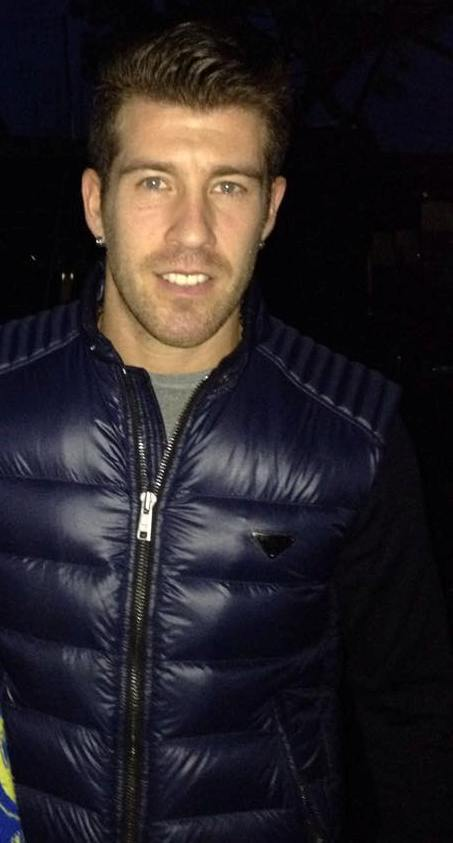

ماريانو خوليو إزكو (بالإسبانية: Mariano Julio Izco)‏ الشهير باسم ماريانو إزكو (مواليد 13 مارس 1983 في بوينس آيرس - الأرجنتين) لاعب كرة قدم أرجنتيني يلعب حاليا لصالح نادي الدرجة الأولى كاتانيا الإيطالي منذ 2006 في مركز الوسط المحوري كما يجيد اللعب في مركز الوسط الأيمن .

## روابط خارجية
- ماريانو إزكو على موقع قاعدة بيانات كرة القدم.إي يو (الإنجليزية)
- ماريانو إزكو على موقع Soccerway.com (الإنجليزية)
- ماريانو إزكو على موقع عالم كرة القدم.نت (الإنجليزية)
- ماريانو إزكو على موقع كووورة
- ماريانو إزكو على موقع AS.com (الإسبانية)